# 은색두더지쥐
은색두더지쥐(Heliophobius argenteocinereus)는 뻐드렁니쥐과에 속하는 설치류의 일종이다. 케냐 남부와 탄자니아 전역, 자이레 남동부 일부 지역부터 모잠비크 중부 그리고 말라위의 모래 토양의 사바나 지역과 삼림에서 발견된다. 무리를 짓지 않고 홀로 생활하며, 공격적인 성향을 갖고 있다. 생태 또는 습성에 대해 잘 알려져 있지 않다. 은색두더지쥐속(Heliophobius)의 유일종이다.

## 계통 분류
2004년 잉그램(Ingram) 등은 분자생물학 정보에 의해 다음과 같은 계통 분류군을 제안했다.
|  | 두더지쥐속                           |
|  |                                      |
|  | 아프리카두더지쥐속(아프리카두더지쥐) |
|  |                                      |

|  | 모래언덕두더지쥐속 |
|  |                    |
|  | 케이프두더지쥐속   |
|  |                    |

|  | 두더지쥐속                           |
|  |                                      |
|  | 아프리카두더지쥐속(아프리카두더지쥐) |
|  |                                      |

|  | 모래언덕두더지쥐속 |
|  |                    |
|  | 케이프두더지쥐속   |
|  |                    |

|  | 두더지쥐속                           |
|  |                                      |
|  | 아프리카두더지쥐속(아프리카두더지쥐) |
|  |                                      |

|  | 모래언덕두더지쥐속 |
|  |                    |
|  | 케이프두더지쥐속   |
|  |                    |

|  | 두더지쥐속                           |
|  |                                      |
|  | 아프리카두더지쥐속(아프리카두더지쥐) |
|  |                                      |

|  | 모래언덕두더지쥐속 |
|  |                    |
|  | 케이프두더지쥐속   |
|  |                    |

|  | 두더지쥐속                           |
|  |                                      |
|  | 아프리카두더지쥐속(아프리카두더지쥐) |
|  |                                      |

|  | 모래언덕두더지쥐속 |
|  |                    |
|  | 케이프두더지쥐속   |
|  |                    |

|  | 두더지쥐속                           |
|  |                                      |
|  | 아프리카두더지쥐속(아프리카두더지쥐) |
|  |                                      |

|  | 모래언덕두더지쥐속 |
|  |                    |
|  | 케이프두더지쥐속   |
|  |                    |

|  | 두더지쥐속                           |
|  |                                      |
|  | 아프리카두더지쥐속(아프리카두더지쥐) |
|  |                                      |

|  | 모래언덕두더지쥐속 |
|  |                    |
|  | 케이프두더지쥐속   |
|  |                    |

|  | 두더지쥐속                           |
|  |                                      |
|  | 아프리카두더지쥐속(아프리카두더지쥐) |
|  |                                      |

|  | 모래언덕두더지쥐속 |
|  |                    |
|  | 케이프두더지쥐속   |
|  |                    |